# Borovnica (strip)
Borovnica je kratki strip kojega crta Darko Macan. U Modroj lasti izlazio je od 1992. do rujna 2011. godine. U Večernjem Listu izlazila je od 2010. do 2011. godine. Prvi strip Borovnica nacrtan je 1990. godine, ali tada je strip bio printan u crno-bijeloj boji. Nekoliko godina kasnije strip je izrađen i isprintan u boji.

## Likovi
- Borovnica: Uvijek nosi ružičastu haljinu s crnim točkama. Jako je nepristojna i ljutita te nasilnički nastrojena, ali ipak ima puno prijatelja. Boji se paukova. Obožava Honesty Chase. Ima plave oči. Često se svađa s bratom Kestenom.
- Oraščić: Borovničin (ne)prijatelj. nije toliko pametan koliko bi volio biti.
- Pipun: Debeo i pati zbog toga. mrzi rođendane i nije ga briga za deset lipa.
- Kesten: Borovničin mlađi brat. Mala punkerska zloba.
- Razrednica: Prezire Borovnicu. Voli kad Borovnica nije u njezinoj blizini. Ne voli kad joj je Borovnica u blizini.
- Borovničina mama: Blaga prema djeci, ali se ponekad razljuti. Ima fobije iz djetinjstva.
- Borovničin tata: Blag prema djeci, teško mu je reći "Ne". Razmazio djecu.
- Borovničina baka: Liči Borovnici kad odraste po karakteru. Voli ljudima nanositi bol. Voli Borovnicu.
- Mandarina: Diva. Voli glamuroznu odjeću i obuću.
- Banana: Mirna i dobroćudna. Odjevena u odjeću iz 1960-ih.
- Ana: U stripu se pojavljuje samo jednom. Svira klavir. Njezin je klavir živ.
- Oraščićeva mama: Ima plavu kosu, ali osim toga dosta liči Oraščiću. Pojavljuje se samo jednom, u 1992.

## Albumi
Nakladnik Mentor izdao je četiri albuma Borovnice u boji u samostalnoj biblioteci te crno-bijele pasice Borovnice kao šesti broj biblioteke Maliq Striptilinić.
- Borovnica - ...rani dani! (2008.)
- Borovnica - ...protiv Paje Pauka! (2005.)
- Borovnica - ...predvodi čopor! (2007.)
- Borovnica - ...za svađu je potrebno dvoje! (2009.)
- Borovnica - ...sa zla na gore! (2011.)
- Borovnica - ...sama sebi uzor! (2012.)

Albumi su A4 formata i mogu se naći u tvrdom ili broširanom uvezu.
- Maliq Striptilinić 6: Borovnica - pasice (2007.)

Broširani uvez, 210x90 mm

## Promjene u estetici
Za razliku od ranih epizoda, kasnije su Borovničine oči češće nacrtane sa zjenicama. Prvi crtež Borovnice ju je predstavio kao djevojčicu kraćeg repa i bijele haljinice (te upitne visine). U kasnijim epizodama crteži su čišći, bez previše detalja i teksture te obojane površine često nisu omeđene.

## Gostovanja
2009. je godine Borovnica bila na plakatu za Makarski festival stripa. Borovnica se trebala 1995. pojaviti na plakatu za festival animiranih filmova.

## Obrada (po popisu iz knjige)
Radnici

| Glavni ilustrator    | Darko Macan      |
| Gostujući ilustrator | Goran Sudžuka    |
| Tinta                | Tico, Mirna      |
| Tuš                  | Bob, Darko Macan |